# Đảng Tự do (Philippines)
Đảng Tự do Philippines (Tagalog: Partido Liberal ng Pilipinas) hay LP là một Đảng chính trị tự do tại Philippines, được thành lập bởi các thượng nghị sĩ lúc đó là Chủ tịch Thượng viện Manuel Roxas, Chủ tịch Thượng viện Tempore Elpidio Quirino, và Quận Thượng viện cũ Thượng nghị sĩ Jose Avelino, vào ngày 19 tháng 1 năm 1946 bởi một phe Tự do ly khai từ Đảng Nacionalista cũ. Đó là đảng cầm quyền từ năm 2010 đến 2016 sau chiến thắng bầu cử của Benigno Aquino III. Ngày nay, đảng Tự do là phe đối lập và duy trì ít nhất năm ghế tại Thượng viện và ít nhất 41 ghế trong Hạ viện. Khoảng 50% thống đốc, 50% phó thống đốc và 33% thành viên hội đồng quản trị cũng là người tự do.
Đảng Tự do là đảng lâu đời thứ hai. Đảng chính trị ở Philippines về ngày thành lập, và đảng chính trị hoạt động liên tục lâu đời nhất ở Philippines. Đảng này được lãnh đạo bởi các nhà tư tưởng tự do và chính trị gia phát triển đáng kính như Manuel Roxas, Elpidio Quirino, Diosdado Macapagal, Gerry Roxas, Benigno Aquino, Jr. , Jovito Salonga, Raul Daza, Florencio B. Abad Jr., Franklin Drilon, Mar Roxas và Benigno Aquino III. Hai thành viên của nó, Corazon Aquino và Leila de Lima, đã nhận được Giải thưởng vì tự do, giải thưởng quốc tế cao nhất cho các chính trị gia tự do và dân chủ kể từ năm 1985.